# Jaroslav Melkus

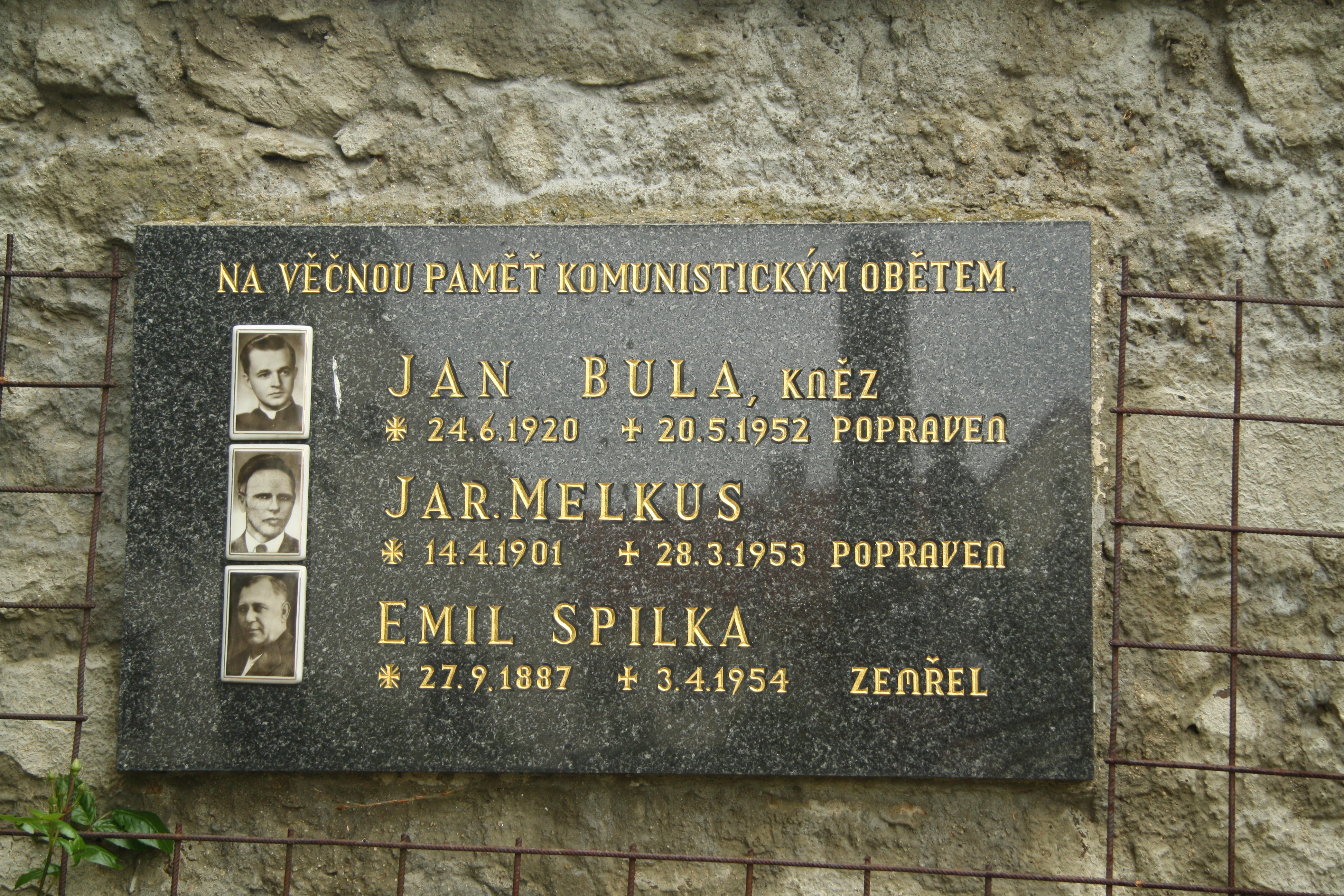
Pamětní deska Jana Buly, Jaroslava Melkuse a Emila Spilky v Lukově, okres Třebíč

Jaroslav Melkus (14. dubna 1901 Lukov – 28. března 1953 Věznice Pankrác) byl český rolník a protikomunistický odbojář odsouzený komunistickým režimem k trestu smrti a popravený v roce 1953.

## Životopis
Narodil se v roce 1900 v Lukově na Třebíčsku. Jeho otec Alois byl rovněž zemědělec, rodinné hospodářství se v rodině dědilo po generace. Žil ve Vícenicích s manželkou Boženou.

### Působení v odboji
Během druhé světové války byl členem druhého odboje v rámci skupiny Lenka – Jih. Po konci druhé světové války byl starostou obce Vícenice, do níž se v průběhu života přestěhoval. Vzhledem k tomu, že rodina vlastnila v obci Lukov a jejím okolí řadu pozemků, se stala pro nově nastupující režim nepohodlnou. Po komunistickém převratu se již v roce 1948 zapojil do protikomunistického odboje. Působil v něm se svým bratrem Aloisem, přičemž se zapojil do skupiny vedené odbojářem Gustavem Smetanou. Činnost celé skupiny byla ovšem monitorována Státní bezpečností, neboť její vznik inicioval samotný její agent. V roce 1950 začal komunistický režim celé rodině postupně konfiskovat majetek.

### Zatčení
Zatčen byl v roce 1951, již před tím mu přitom byla udělena řada velmi vysokých pokut. Ve vazbě byl poté mučen. V politickém procesu, konaném v Moravských Budějovicích, byl poté uměle zařazen do kauzy Babice, se kterou neměl nic společného. V květnu 1952 byl odsouzen za trestné činy velezrady, vyzvědačství a pomoc při vraždě k trestu smrti. Popraven byl v březnu 1953. Jeho syn Jaroslav se o jeho úmrtí dozvěděl až rok po něm a teprve v roce 1995 se mu podařilo získat dopisy, které mu jeho otec těsně před smrtí napsal. Odsouzena byla i jeho žena za to, že manželovo členství v odboji nenahlásila. Rodině byl rovněž postupně zabaven prakticky veškerý majetek.

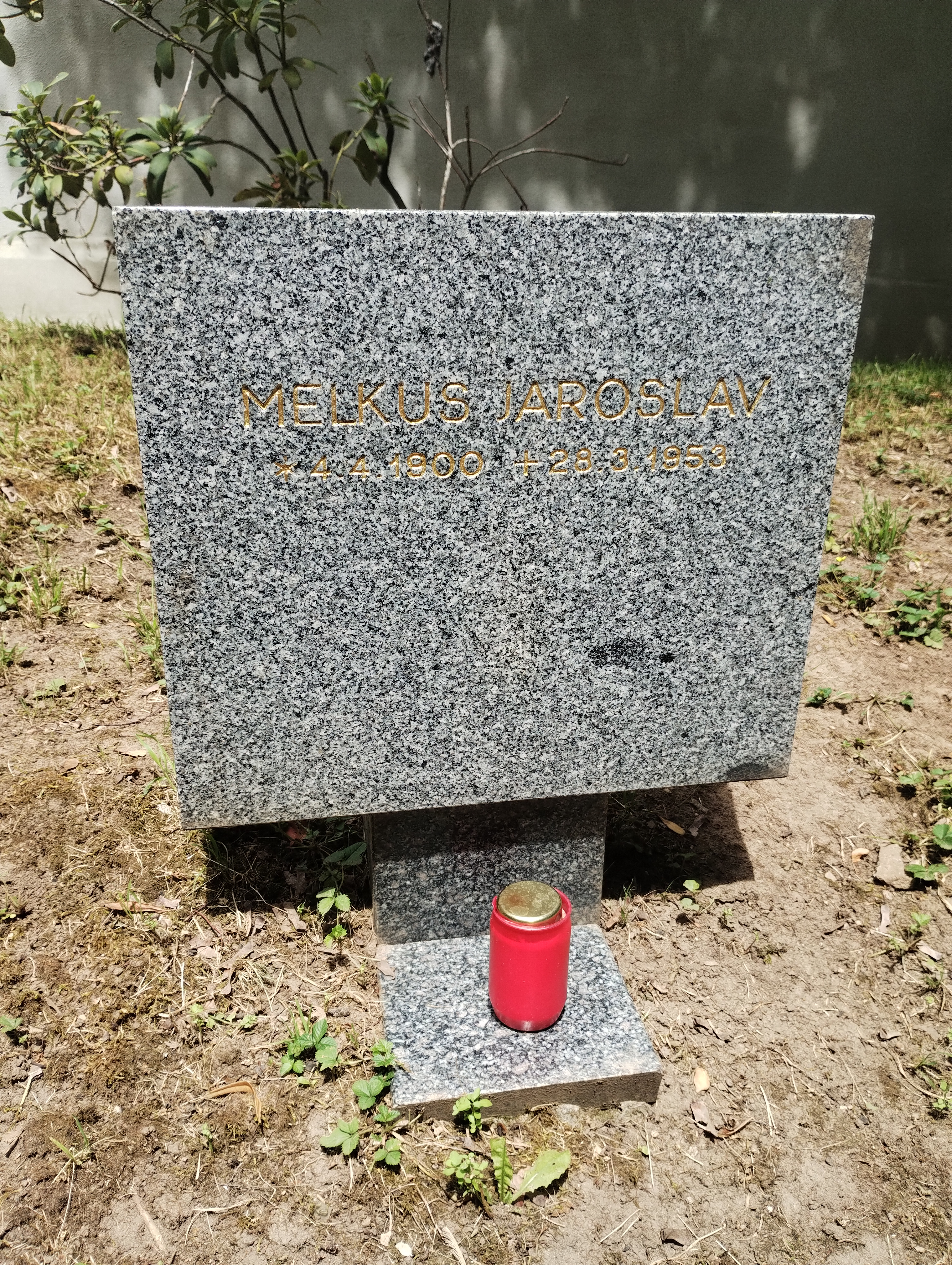
Symbolický náhrobek J. Melkuse na Čestném pohřebišti v Ďáblicích

Na okraji Babic se dnes nachází anděl, který památku Jaroslava Melkuse připomíná.